# Wereldkampioenschappen noords skiën
De wereldkampioenschappen noords skiën is een overkoepelende naam voor de sinds 1924 door de FIS georganiseerde wereldkampioenschappen langlaufen, schansspringen en noordse combinatie.

## Geschiedenis
De wereldkampioenschappen noords skiën werden voor het eerst gehouden in 1924 in het Franse Chamonix-Mont-Blanc, als onderdeel van de Olympische Winterspelen. Tot 1939 werden de wereldkampioenschappen elk jaar georganiseerd waarbij ze in olympische jaren, samenvielen met de Spelen. Vanaf 1948 werd er om de twee jaar om de wereldtitels gestreden en sinds 1985 worden de WK los van de Olympische Winterspelen georganiseerd.

### Wereldkampioenschappen noords skiën 1941
De resultaten van het kampioenschap van 1941 zijn in de 1946 door de FIS ongeldig verklaard vanwege het beperkte aantal deelnemers als gevolg van de Tweede Wereldoorlog.

### Wereldkampioenschappen noords skiën 1984
Tijdens de Olympische Winterspelen 1984 in Sarajevo werden diverse onderdelen van de wereldkampioenschappen Noords Skiën georganiseerd. Voor de gebruikelijke onderdelen die daar ontbraken organiseerde de FIS een beperkt wereldkampioenschap 1984 met een wedstrijd Noordse combinatie 3 x 10 km team in Rovaniemi, Finland en een teamwedstrijd schansspringen vanaf de grote schans in Engelberg, Zwitserland. De bedoeling was dat de wedstrijden tijdens de Olympische Spelen tegelijkertijd zouden gelden als wereldkampioenschap, zoals dat tot die tijd gebruikelijk was. Maar de FIS besloot dit te annuleren en reikte alleen olympische medailles uit.

## Lijst met kampioenschappen
| Jaar | Stad                       | Land                |
| ---- | -------------------------- | ------------------- |
| 1924 | Chamonix-Mont-Blanc        | Frankrijk           |
| 1925 | Johannisbad (Janské Lázně) | Tsjecho-Slowakije   |
| 1926 | Lahti                      | Finland             |
| 1927 | Cortina d'Ampezzo          | Italië              |
| 1928 | St. Moritz                 | Zwitserland         |
| 1929 | Zakopane                   | Polen               |
| 1930 | Oslo                       | Noorwegen           |
| 1931 | Oberhof                    | Duitsland           |
| 1932 | Lake Placid                | Verenigde Staten    |
| 1933 | Innsbruck                  | Oostenrijk          |
| 1934 | Solleftea                  | Zweden              |
| 1935 | Vysoke Tatry               | Tsjecho-Slowakije   |
| 1936 | Garmisch-Partenkirchen     | Duitsland           |
| 1937 | Chamonix-Mont-Blanc        | Frankrijk           |
| 1938 | Lahti                      | Finland             |
| 1939 | Zakopane                   | Polen               |
| 1941 | Cortina d'Ampezzo          | Italië              |
| 1948 | St. Moritz                 | Zwitserland         |
| 1950 | Lake Placid                | Verenigde Staten    |
| 1952 | Oslo                       | Noorwegen           |
| 1954 | Falun                      | Zweden              |
| 1956 | Cortina d'Ampezzo          | Italië              |
| 1958 | Lahti                      | Finland             |
| 1960 | Squaw Valley               | Verenigde Staten    |
| 1962 | Zakopane                   | Polen               |
| 1964 | Innsbruck                  | Oostenrijk          |
| 1966 | Oslo                       | Noorwegen           |
| 1968 | Grenoble                   | Frankrijk           |
| 1970 | Vysoke Tatry               | Tsjecho-Slowakije   |
| 1972 | Sapporo                    | Japan               |
| 1974 | Falun                      | Zweden              |
| 1976 | Innsbruck                  | Oostenrijk          |
| 1978 | Lahti                      | Finland             |
| 1980 | Lake Placid                | Verenigde Staten    |
| 1980 | Falun                      | Zweden              |
| 1982 | Oslo                       | Noorwegen           |
| 1984 | Rovaniemi Engelberg        | Finland Zwitserland |
| 1985 | Seefeld                    | Oostenrijk          |
| 1987 | Oberstdorf                 | West-Duitsland      |
| 1989 | Lahti                      | Finland             |
| 1991 | Val di Fiemme              | Italië              |
| 1993 | Falun                      | Zweden              |
| 1995 | Thunder Bay                | Canada              |
| 1997 | Trondheim                  | Noorwegen           |
| 1999 | Ramsau am Dachstein        | Oostenrijk          |
| 2001 | Lahti                      | Finland             |
| 2003 | Val di Fiemme              | Italië              |
| 2005 | Oberstdorf                 | Duitsland           |
| 2007 | Sapporo                    | Japan               |
| 2009 | Liberec                    | Tsjechië            |
| 2011 | Oslo                       | Noorwegen           |
| 2013 | Val di Fiemme              | Italië              |
| 2015 | Falun                      | Zweden              |
| 2017 | Lahti                      | Finland             |
| 2019 | Seefeld                    | Oostenrijk          |
| 2021 | Oberstdorf                 | Duitsland           |
| 2023 | Planica                    | Slovenië            |

## Medaillespiegel
Stand: 12 maart 2015 
| Plaats | Land                                           | Goud | Zilver | Brons | Totaal |
| ------ | ---------------------------------------------- | ---- | ------ | ----- | ------ |
| 1.     | Noorwegen                                      | 144  | 121    | 116   | 381    |
| 2.     | Finland                                        | 81   | 91     | 83    | 255    |
| 3.     | Rusland (met GOS en Sovjet-Unie)               | 80   | 69     | 70    | 219    |
| 4.     | Zweden                                         | 60   | 59     | 57    | 176    |
| 5.     | Duitsland (met Duitse Democratische Republiek) | 42   | 55     | 39    | 136    |
| 6.     | Oostenrijk                                     | 24   | 24     | 28    | 76     |
| 7.     | Italië                                         | 11   | 20     | 23    | 54     |
| 8.     | Tsjechië (met Tsjecho-Slowakije)               | 11   | 19     | 21    | 51     |
| 9.     | Japan                                          | 11   | 12     | 11    | 34     |
| 10.    | Polen                                          | 9    | 6      | 10    | 25     |
| 11.    | Verenigde Staten                               | 7    | 4      | 5     | 16     |
| 12.    | Frankrijk                                      | 6    | 4      | 10    | 20     |
| 13.    | Zwitserland                                    | 4    | 6      | 9     | 19     |
| 14.    | Estland                                        | 3    | 5      | 2     | 10     |
| 15.    | Kazachstan                                     | 3    | 2      | 4     | 9      |
| 16.    | Slovenië                                       | 1    | 2      | 4     | 7      |
| 17.    | Canada                                         | 1    | 1      | 3     | 5      |
| 18.    | Spanje                                         | 1    | 1      | 0     | 2      |
| 19.    | Joegoslavië                                    | 1    | 0      | 0     | 1      |
| 20.    | Wit-Rusland                                    | 0    | 1      | 0     | 1      |
| 21.    | Oekraïne                                       | 0    | 0      | 2     | 2      |
| 22.    | Bulgarije                                      | 0    | 0      | 1     | 1      |